# Canadian Academic Centre in Italy
Das Canadian Academic Centre in Italy (französisch Centre académique canadien en Italie, italienisch Centro Accademico Canadese in Italia) war eine kanadische Forschungseinrichtung mit Sitz in Rom.
Der Humanities Research Council of Canada stellte ab 1976 Überlegungen an, den kanadischen Wissenschaftlern auf dem Gebiet der Klassischen Altertumswissenschaft, der Renaissancestudien und Untersuchungen zu den schönen Künsten in Italien eine Anlaufstelle zu bieten. Nach Klärung der finanziellen Absicherung kam es 1978 zur versuchsweisen Gründung des Canadian Academic Centre in Italy. Die Finanzierung erfolgte durch das Canadian Cultural Institute in Rom, das zum Teil der Verwaltung durch die kanadische Botschaft in Italien unterstand, durch den Social Sciences and Humanities Research Council und rund 25 kanadische Universitäten.
Das Canadian Academic Centre ließ sich 1979 in der Viale delle Mura Gianicolensi 81 in Rom nieder. Direktor war der Archäologe Alastair M. Small von der University of Alberta. Die Finanzierung war zunächst für drei Jahre gesichert. Kanadischen Wissenschaftlern sollte der Weg durch die Feinheiten der italienischen Bürokratie geebnet und Zugang zu Bibliotheken und Archiven geschaffen werden. Die Einrichtung stellte die Verbindung zu italienischen Verwaltungsstellen, zu akademischen Gesellschaften Italiens und den anderen ausländischen Akademien her.
Im Jahr 1980 beschloss man, um Synergieeffekte freizusetzen, das Canadian Academic Centre mit dem 1974 gegründeten Canadian Archaeological Institute at Athens und der Society for the Study of Egyptian Antiquities in einem neuen Dachinstitut unter dem Namen Canadian Mediterranean Institute zusammenzuschließen. Im Jahr 1982 kam es zu einer Zusage, die Finanzierung des Canadian Mediterranean Institute für zwölf Jahre zu gewährleisten. Als diese Finanzsicherung 1994 auslief, wurde das Canadian Academic Centre in Italy geschlossen. Lediglich die Tätigkeit und Ausstattung des Canadian Archaeological Institute at Athens wurde aufrechterhalten, nun unter dem Namen Canadian Institute in Greece. Es ist zuständig für alle offiziellen wissenschaftlichen Aktivitäten Kanadas im mediterranen Raum.